# Primera División (Chile) 1985
Die Primera División 1985, auch unter dem Namen 1985 Campeonato Nacional de Fútbol Profesional bekannt, war die 53. Saison der Primera División, der höchsten Spielklasse im Fußball in Chile.
Die Meisterschaft gewann das Team von CD Cobreloa, das sich damit für die Pre-Playoffs zur Copa Libertadores 1986 qualifizierte. Es war der dritte Meisterschaftstitel für den Klub. Für die qualifizierten sich CD Cobresal, das sich im Entscheidungsspiel durchsetzen konnte und Universidad Católica, das die Pre-Playoffs zur Copa Libertadores gewinnen konnte. Der Tabellenvorletzte Deportes Arica und Letzte  CD O’Higgins stiegen in die zweite Liga ab. Die Copa Polla Gol 1985 gewann CSD Colo-Colo.

## Modus
Die 20 Teams spielen jeder gegen jeden mit Hin- und Rückspiel. Meister ist die Mannschaft mit den meisten Punkten in der Meisterschaftsliguilla und qualifiziert sich für die Playoffs zur Copa Libertadores. Bei Punktgleichheit entscheidet ein Entscheidungsspiel um die bessere Position, wenn es um die Meisterschaft oder um den Klassenerhalt geht. In den anderen Fällen entscheidet das Torverhältnis. Die letzten zwei Teams der Tabelle steigen in die zweite Liga ab. Der Tabellenzweite qualifiziert sich ebenfalls für die Playoffs zur Copa Libertadores. Die Playoffs der Pre-Copa Libertadores sind eine Liguilla zwischen den qualifizierten in der Vorsaison und der diesjährigen Saison. Bei Punktgleichheit des ersten oder zweiten Platzes gibt es ein Entscheidungsspiel.

## Teilnehmer
Durch die Verkleinerung der Liga auf 20 Teams stiegen in der Vorsaison Regional Atacama, Deportes La Serena, Deportes Antofagasta, Santiago Wanderers, Coquimbo Unido, Green Cross Temuco, Fernández Vial und Trasandino de Los Andes ab und die beiden Teams Unión La Calera und Deportes Concepción auf. Folgende Vereine nahmen daher an der Meisterschaft 1985 teil:
| Mannschaft           | Stadt             |
| -------------------- | ----------------- |
| Audax Italiano       | Santiago de Chile |
| CD Cobreloa          | Calama            |
| CD Cobresal          | El Salvador       |
| CSD Colo-Colo        | Santiago de Chile |
| Deportes Concepción  | Concepción        |
| Deportes Iquique     | Iquique           |
| Everton              | Viña del Mar      |
| CD Huachipato        | Talcahuano        |
| CD Magallanes        | Santiago de Chile |
| Naval de Talcahuano  | Talcahuano        |
| CD O’Higgins         | Rancagua          |
| CD Palestino         | Santiago de Chile |
| Rangers de Talca     | Talca             |
| San Luis de Quillota | Quillota          |
| Deportes Arica       | Arica             |
| Unión Española       | Santiago de Chile |
| Unión La Calera      | La Calera         |
| Unión San Felipe     | San Felipe        |
| Universidad Católica | Santiago de Chile |
| Universidad de Chile | Santiago de Chile |

## Tabelle
| Pl.                                | Verein                      | Sp. | S  | U  | N  | Tore    | Diff. | Punkte |
| ---------------------------------- | --------------------------- | --- | -- | -- | -- | ------- | ----- | ------ |
| 1.                                 | CD Cobreloa                 | 38  | 21 | 10 | 7  | 065:240 | +41   | 52     |
| 2.                                 | Everton                     | 38  | 19 | 12 | 7  | 043:330 | +10   | 50     |
| 3.                                 | CSD Colo-Colo               | 38  | 19 | 11 | 8  | 058:350 | +23   | 49     |
| 4.                                 | Unión Española              | 38  | 18 | 12 | 8  | 056:390 | +17   | 48     |
| 5.                                 | CD Cobresal                 | 38  | 18 | 10 | 10 | 066:400 | +26   | 46     |
| 6.                                 | Universidad Católica (M, P) | 38  | 17 | 11 | 10 | 059:490 | +10   | 45     |
| 7.                                 | CD Palestino                | 38  | 14 | 12 | 12 | 066:560 | +10   | 40     |
| 8.                                 | Rangers de Talca            | 38  | 14 | 12 | 12 | 045:410 | +4    | 40     |
| 9.                                 | Universidad de Chile        | 38  | 15 | 9  | 14 | 055:550 | ±0    | 39     |
| 10.                                | CD Magallanes               | 38  | 15 | 9  | 14 | 053:580 | −5    | 39     |
| 11.                                | Naval de Talcahuano         | 38  | 12 | 12 | 14 | 051:480 | +3    | 36     |
| 12.                                | CD Huachipato               | 38  | 12 | 12 | 14 | 033:450 | −12   | 36     |
| 13.                                | Unión La Calera (N)         | 38  | 11 | 13 | 14 | 055:570 | −2    | 35     |
| 14.                                | Audax Italiano              | 38  | 12 | 10 | 16 | 037:440 | −7    | 34     |
| 15.                                | Deportes Iquique            | 38  | 9  | 14 | 15 | 039:500 | −11   | 32     |
| 16.                                | Deportes Concepción (N)     | 38  | 10 | 11 | 17 | 034:590 | −25   | 31     |
| 17.                                | Unión San Felipe            | 38  | 8  | 14 | 16 | 030:490 | −19   | 30     |
| 18.                                | San Luis de Quillota        | 38  | 8  | 12 | 18 | 030:480 | −18   | 28     |
| 19.                                | Deportes Arica              | 38  | 7  | 13 | 18 | 040:580 | −18   | 27     |
| 20.                                | CD O’Higgins                | 38  | 5  | 11 | 22 | 040:670 | −27   | 21     |
| Quelle: rsssf.org, Stand: Endstand |                             |     |    |    |    |         |       |        |

| (M) | Vorjahresmeister     |
| (P) | Vorjahrespokalsieger |
| (N) | Aufsteiger           |

## Beste Torschützen
| Rang | Spieler          | Klub                 | Tore |
| ---- | ---------------- | -------------------- | ---- |
| 1    | Ivo Basay        | CD Magallanes        | 19   |
| 2    | Óscar Fabbiani   | CD Palestino         | 18   |
| 3    | Mariano Puyol    | Universidad de Chile | 17   |
| 4    | Pedro Pablo Díaz | Everton              | 15   |
|      | Ricardo Flores   | Naval de Talcahuano  | 15   |
|      | Alfredo Nuñez    | CD Palestino         | 15   |
|      | Nelson Pedetti   | CD Cobresal          | 15   |

## Liguilla Pre-Copa Libertadores
| Pl. | Verein                      | Sp. | S | U | N | Tore    | Diff. | Punkte |
| --- | --------------------------- | --- | - | - | - | ------- | ----- | ------ |
| 1.  | Universidad Católica (M, P) | 3   | 2 | 1 | 0 | 005:300 | +2    | 05     |
| 2.  | Rangers de Talca            | 3   | 2 | 0 | 1 | 005:300 | +2    | 04     |
| 3.  | Everton                     | 3   | 1 | 1 | 1 | 005:400 | +1    | 03     |
| 4.  | Unión Española              | 3   | 0 | 0 | 3 | 002:700 | −5    | 0      |

## Entscheidungsspiel um die Copa Libertadores-Teilnahme
|             | Gesamt |             | Hinspiel | Rückspiel |
| ----------- | ------ | ----------- | -------- | --------- |
| CD Cobreloa | 0:2    | CD Cobresal | 0:0      | 0:2       |

Damit qualifiziert sich CD Cobresal für die Copa Libertadores 1986.